# Stare Grądy (województwo wielkopolskie)
Stare Grądy (nem. Alt-Grunde) – wieś w Polsce położona w województwie wielkopolskim, w powiecie konińskim, w gminie Grodziec.
W latach 1975–1998 miejscowość administracyjnie należała do województwa konińskiego.
Zobacz też: Stare Grądy